# 桑克里克鎮區 (印地安納州惠特利縣)
桑克里克鎮區（英語：Thorncreek Township）是位於美國印地安納州惠特利縣的一個行政鎮區。

## 地方資料
根據2010年美國人口普查的數據，桑克里克鎮區的面積為93.40平方千米，當中陸地面積為91.10平方千米，而水域面積為2.30平方千米。當地共有人口5327人，而人口密度為每平方千米57.03人。